# Volta a Cataluña 1927
La Volta a Cataluña 1927 fue la novena edición de la Volta a Cataluña. Se disputó en 8 etapas del 28 de agosto al 4 de septiembre de 1927. El vencedor final fue el francés Victor Fontan.
58 ciclistas tomaron la salida en esta edición de la Volta a Cataluña de las cuales 25 acabaron la prueba. 

## Etapas
| Etapa | Fecha           | Ciudades de etapa               | km     | Vencedor de la etapa | Líder de la general |
| ----- | --------------- | ------------------------------- | ------ | -------------------- | ------------------- |
| 1º    | 28 de agosto    | Barcelona - Tortosa             | 213 km | Maurice Ville        | Maurice Ville       |
| 2º    | 29 de agosto    | Tortosa - Reus                  | 204 km | Ferdinand Le Drogo   | Ferdinand Le Drogo  |
| 3º    | 30 de agosto    | Reus - Igualada                 | 189 km | Victor Fontan        | Ferdinand Le Drogo  |
| 4º    | 31 de agosto    | Igualada - Vich                 | 191 km | Georges Cuvelier     | Victor Fontan       |
| 5º    | 1 de septiembre | Vich - Bañolas                  | 122 km | Georges Cuvelier     | Victor Fontan       |
| 6º    | 2 de septiembre | Bañolas - San Feliú de Guíxols  | 163 km | Ferdinand Le Drogo   | Victor Fontan       |
| 7º    | 3 de septiembre | San Feliú de Guíxols - Caldetas | 131 km | Georges Cuvelier     | Victor Fontan       |
| 8º    | 4 de septiembre | Caldetas - Barcelona            | 130 km | Victor Fontan        | Victor Fontan       |

### 1ª etapa[1]
28-08-1927: Barcelona - Tortosa. 213,0 km
|   | Ciclista           | Tiempo     |
| - | ------------------ | ---------- |
| 1 | Maurice Ville      | 7h 26' 01" |
| 2 | Ferdinand Le Drogo | m. t.      |
| 3 | Georges Cuvelier   | m. t.      |

|   | Ciclista           | Tiempo     |
| - | ------------------ | ---------- |
| 1 | Maurice Ville      | 7h 26' 01" |
| 2 | Ferdinand Le Drogo | m. t.      |
| 3 | Georges Cuvelier   | m. t.      |

### 2ª etapa
29-08-1927: Tortosa - Reus. 204,0 km
|   | Ciclista           | Tiempo     |
| - | ------------------ | ---------- |
| 1 | Ferdinand Le Drogo | 8h 23' 00" |
| 2 | Victor Fontan      | m. t.      |
| 3 | Giuseppe Pancera   | + 01' 21"  |

|   | Ciclista           | Tiempo      |
| - | ------------------ | ----------- |
| 1 | Ferdinand Le Drogo | 15h 49' 01" |
| 2 | Victor Fontan      | m. t.       |
| 3 | Giuseppe Pancera   | + 01' 21"   |

### 3ª etapa[2]
30-08-1927: Reus - Igualada. 189,0 km
|   | Corredor           | Tiempo     |
| - | ------------------ | ---------- |
| 1 | Victor Fontan      | 6h 32' 30" |
| 2 | Ferdinand Le Drogo | m. t.      |
| 3 | Georges Cuvelier   | + 01' 40"  |

|   | Ciclista           | Tiempo      |
| - | ------------------ | ----------- |
| 1 | Ferdinand Le Drogo | 22h 21' 31" |
| 2 | Victor Fontan      | m. t.       |
| 3 | Mariano Cañardo    | + 10' 08"   |

### 4ª etapa
31-08-1927:  Igualada - Vich. 190,0 km
|   | Ciclista         | Tiempo     |
| - | ---------------- | ---------- |
| 1 | Georges Cuvelier | 7h 53' 05" |
| 2 | Mariano Cañardo  | m. t.      |
| 3 | Victor Fontan    | m. t.      |

|   | Ciclista           | Tiempo      |
| - | ------------------ | ----------- |
| 1 | Victor Fontan      | 30h 14' 36" |
| 2 | Mariano Cañardo    | + 04' 03"   |
| 3 | Ferdinand Le Drogo | + 10' 59"   |

### 5ª etapa[3]
01-09-1927: Vich - Bañolas. 122,0 km
|   | Ciclista         | Tiempo     |
| - | ---------------- | ---------- |
| 1 | Georges Cuvelier | 4h 41' 35" |
| 2 | Mariano Cañardo  | m. t.      |
| 3 | Julio Borrás     | m. t.      |

|   | Ciclista         | Tiempo      |
| - | ---------------- | ----------- |
| 1 | Victor Fontan    | 34h 57' 13" |
| 2 | Mariano Cañardo  | + 03' 01"   |
| 3 | Georges Cuvelier | + 12' 02"   |

### 6ª etapa
02-09-1927: Bañolas - San Feliú de Guíxols. 163,0 km
|   | Corredor           | Tiempo     |
| - | ------------------ | ---------- |
| 1 | Ferdinand Le Drogo | 6h 24' 32" |
| 2 | Victor Fontan      | + 04' 48"  |
| 3 | Georges Cuvelier   | m. t.      |

|   | Ciclista         | Tiempo      |
| - | ---------------- | ----------- |
| 1 | Victor Fontan    | 41h 26' 31" |
| 2 | Mariano Cañardo  | + 03' 01"   |
| 3 | Georges Cuvelier | + 12' 02"   |

### 7ª etapa[4]
03-09-1927: San Feliú de Guíxols - Caldetas. 131,0 km
|   | Corredor         | Tiempo     |
| - | ---------------- | ---------- |
| 1 | Georges Cuvelier | 5h 04' 55" |
| 2 | Victor Fontan    | m. t.      |
| 3 | Mariano Cañardo  | m. t.      |

|   | Ciclista         | Tiempo      |
| - | ---------------- | ----------- |
| 1 | Victor Fontan    | 46h 31' 26" |
| 2 | Mariano Cañardo  | + 03' 01"   |
| 3 | Georges Cuvelier | + 12' 02"   |

### 8ª etapa[5]
15-09-1928: Caldetas - Barcelona. 130,0 km
|   | Corredor         | Tiempo     |
| - | ---------------- | ---------- |
| 1 | Victor Fontan    | 4h 32' 08" |
| 2 | Giuseppe Pancera | m. t.      |
| 3 | Georges Cuvelier | m. t.      |

|   | Ciclista         | Tiempo      |
| - | ---------------- | ----------- |
| 1 | Victor Fontan    | 51h 03' 34" |
| 2 | Mariano Cañardo  | + 03' 01"   |
| 3 | Georges Cuvelier | + 12' 02"   |

## Clasificación General
|    | Ciclista           | Tiempo       |
| -- | ------------------ | ------------ |
|    | Victor Fontan      | 51h 03' 34"  |
| 2  | Mariano Cañardo    | + 3' 01"     |
| 3  | Georges Cuvelier   | + 12' 02"    |
| 4  | Giuseppe Pancera   | + 24' 01"    |
| 5  | Joan Mateu         | + 1h 02' 33" |
| 6  | Julio Borrás       | + 1h 05' 14" |
| 7  | Juan Juan          | + 1h 25' 25" |
| 8  | Ferdinand Le Drogo | + 1h 48' 46" |
| 9  | José Pons          | + 2h 24' 53" |
| 10 | José María Murcia  | + 2h 26' 56" |